# Катс (Нідерланди)
Катс (нід. Kats) — село в нідерландській провінції Зеландія. Входить до муніципалітету Норд-Бевеланд.
Його площа становить 9,57 км², а населення станом на 2021 рік складало 450 осіб.
Перша згадка про населений пункт датується 1204 роком.
До 1941 року мало статус окремого муніципалітету.